# Fino Coletivo
Fino Coletivo é uma banda de MPB fundada em 2005, na cidade do Rio de Janeiro, Brasil. O grupo começou com a união dos músicos Wado e Alvinho Cabral, de Alagoas; com Marcelo Frota, do Rio de Janeiro.
Em 2007, o álbum Fino Coletivo rendeu à banda o prêmio da Associação Paulista de Críticos de Arte na categoria Música Popular - Grupo Revelação, e também o 6º Prêmio Rival Petrobras de Música também na categoria revelação. Em 2010 o álbum Copacabana foi eleito entre os dez melhores do ano pelo jornal O Globo.
Com os prêmios e o reconhecimento de crítica e mídia, a música "Boa hora" foi utilizada como vinheta na emissora globo para o clipe de abertura do Campeonato Brasileiro de 2010 e a música "Uma raiz, uma flor" fez parte da trilha sonora e também no álbum "Lapa" da novela Caminho das Índias em 2009.

## Discografia
Álbuns
- 2007 - Fino Coletivo
- 2010 - Copacabana
- 2014 - Massagueira

Singles
- 2017 - Bateu

## Integrantes
- Adriano Siri — vocal
- Alvinho Cabral — vocal, guitarra, percussão e violão
- Alvinho Lancellotti — vocal
- Daniel Medeiros — baixo e vocal
- Donatinho — teclado
- Rodrigo Scofield — bateria

## Prêmios
APCA
- 2007 - Música Popular - Grupo Revelação[3]

Rival Petrobrás
- 2007 - 6º Prêmio Rival Petrobrás - Revelação[4]